# Casa Soler (Barcelona)
La Casa Soler és una obra noucentista de Barcelona inclosa a l'Inventari del Patrimoni Arquitectònic de Catalunya.

## Descripció
La Casa Soler s'emplaça al carrer Bisbe Català, 14, del barri de Pedralbes (districte de les Corts). Es tracta d'un edifici entre mitgeres amb la façana principal encarada al nord i pati al darrere. L'edifici està centrat per un cos avançat i dos cossos laterals a banda i banda del primer en simetria perfecta.
L'edifici presenta planta baixa i tres pisos, amb el cos central més alt, coronat per una torratxa.
L'accés a l'edifici es realitza mitjançant la porxada que crea la planta baixa del cos central avançat sobre la línia de façana sustentada sobre pilars. Aquest espai està delimitat per tres arcs rebaixats (un a cada costat) que recolzen sobre aquells pilars. L'arc de la part davantera presenta a més per dues columnes amb capitells d'ordre jònic.
La mateixa composició estructuren els cossos laterals simètrics, on destaquen dos grans obertures d'arc de mig punt sobre pilars, flanquejats per tres columnes amb capitells d'ordre jònic.
A la primera planta el cos avançat té a la seva part davantera una obertura amb balcó individual, i als dos costat portes que faciliten l'accés als cossos laterals, que s'allunyen de la línia de façana, deixant un balcó corregut que, per mitjà del cos central, comunica els dos cossos laterals exteriorment. En total s'observen en aquesta planta un total de cinc obertures, totes elles rectangulars.
A la segona planta al cos central hi ha tres finestres, una a cada costat, emmarcades per pilars amb impostes que sustenten un arc de mig punt. A cadascú dels dos cossos laterals hi ha una obertura rectangular que donen accés a un balcó.
A l'última planta cadascú dels cossos laterals contenen tres finestres amb el mateix sistema, però en aquest cas els arcs són rebaixats. No succeeix el mateix amb el cos central, que al tenir més alçada, permet l'existència de l'arc de mig punt, amb tres obertures a la part frontal i dues a les laterals.
L'edifici es corona amb un potent ràfec decorat, a la part inferior, per rajola de València amb motius vegetals. Els balcons del primer i del segon pis que son de forja també tenen la mateixa decoració a la part inferior. A la zona més propera a la façana la coberta del cos central més elevat és a quatre vents, i als laterals només d'un aiguavés, mentre que a la resta hi ha un terrat transitable. La façana està revestida amb estuc esgrafiat que reprodueix motius geomètrics i florals de tonalitat clara a sobre d'un fons vermellós.

## Història
Antonio Soler, propietari de la casa, va promoure la seva transformació en diversos habitatges, per a la qual cosa el 1920 encarregà l'arquitecte Joan Maymó el projecte de reformes i d'augment de volum que actualment manté.